# Peter der Matrose
Peter der Matrose è un film muto del 1929 interpretato, prodotto e diretto da Reinhold Schünzel.
Fu il debutto sullo schermo di Renate Müller.

## Trama
Rovinato e tradito dalla donna che amava, Peter Sturz ha lasciato l'alta società e, per vivere, ha dovuto trovarsi un lavoro, diventando un semplice marinaio. Un concorso gli fa vincere un soggiorno gratuito di due settimane a St. Moritz. Nell'albergo dove soggiorna, incontra la donna che gli ha rovinato la vita e che ora è sposata con uno scrittore. Deciso a vendicarsi, scopre però che quello che lui credeva, non era la verità.

## Produzione
Il film fu prodotto dalla Reinhold Schünzel Film. Venne girato al Carlton Hotel di St. Moritz.

## Distribuzione
Distribuito dalla Süd-Film, uscì nelle sale cinematografiche tedesche il  14 maggio 1929.